# جايسون تومسون (متزلج فني)
جايسون تومسون (بالإنجليزية: Jason Thompson)‏ هو متزلج فني بريطاني، ولد في 13 نوفمبر 1989 في روثرهام ‏ في المملكة المتحدة.

## وصلات خارجية
- جايسون تومسون على موقع الاتحاد الدولي للتزلج (الإنجليزية)